# Garmondsway Moor
Garmondsway Moor var en civil parish från 1866 till 1937 då den blev en del av Kelloe och Fishburn, i grevskapet Durham, i England. Civil parish var belägen 10 km från Durham och hade 110 invånare år 1931.